# Rebeka Masárová
Rebeka Masárová (německy Rebeka Masarova, * 6. srpna 1999 Basilej) je švýcarská profesionální tenistka slovenského původu, která v letech 2018–2024 reprezentovala matčinu rodnou zemi Španělsko. Ve své dosavadní kariéře na okruhu WTA Tour nevyhrála žádný turnaj. V sérii WTA 125 vybojovala jednu deblovou trofej. V rámci okruhu ITF získala šest titulů ve dvouhře a osm ve čtyřhře. V úvodním kole US Open 2021 vyhrála za 3:40 hodiny nejdelší ženský zápas v otevřené éře newyorského grandslamu.
Na žebříčku WTA byla ve dvouhře nejvýše klasifikována v prosinci 2023 na 62. místě a ve čtyřhře v říjnu téhož roku na 125. místě.
V juniorském tenise triumfovala ve dvouhře French Open 2016 po výhře nad Američankou Amandou Anisimovovou. Stala se tak třetí švýcarskou šampionkou této pařížské soutěže. Po skončení, v červnu 2016, vystoupala  na své juniorské maximum, 2. příčku kombinovaného žebříčku ITF. Ve finále Australian Open 2017 pak podlehla Ukrajince Martě Kosťukové.
Ve španělském týmu Billie Jean King Cupu debutovala v roce 2021 utkáním ve skupině pražského finále proti Spojeným státům, v němž vyhrála s Bolsovovou čtyřhru nad Dolehideovou a Vandewegheovou. Američanky přesto zvítězily 2:1 na zápasy. Do roku 2025 v soutěži nastoupila k šesti mezistátním utkáním s bilancí 1–1 ve dvouhře a 2–3 ve čtyřhře.

## Soukromý život
Narodila se roku 1999 v Basileji do rodiny slovenského lékaře Petra Masára a Španělky Marie Victorie Vieitesové. Má sestry Virginii a Veroniku a bratry Davida s Mojžíšem. K volbě tenisu ji inspirovalo sledování televizních přenosů basilejského spolurodáka Federera z Wimbledonu 2003. Hovoří slovensky, německy, španělsky, katalánsky, francouzsky a anglicky. Za silný úder uvedla podání.
Švýcarsko poprvé reprezentovala do konce sezóny 2017. Před Vánoci 2017 požádala Mezinárodní tenisovou federaci o změnu národní příslušnosti a od sezóny 2018 začala nastupovat za Španělsko, rodný stát matky. V roce 2025 se vrátila k reprezentování pod švýcarskou vlajkou.

## Tenisová kariéra

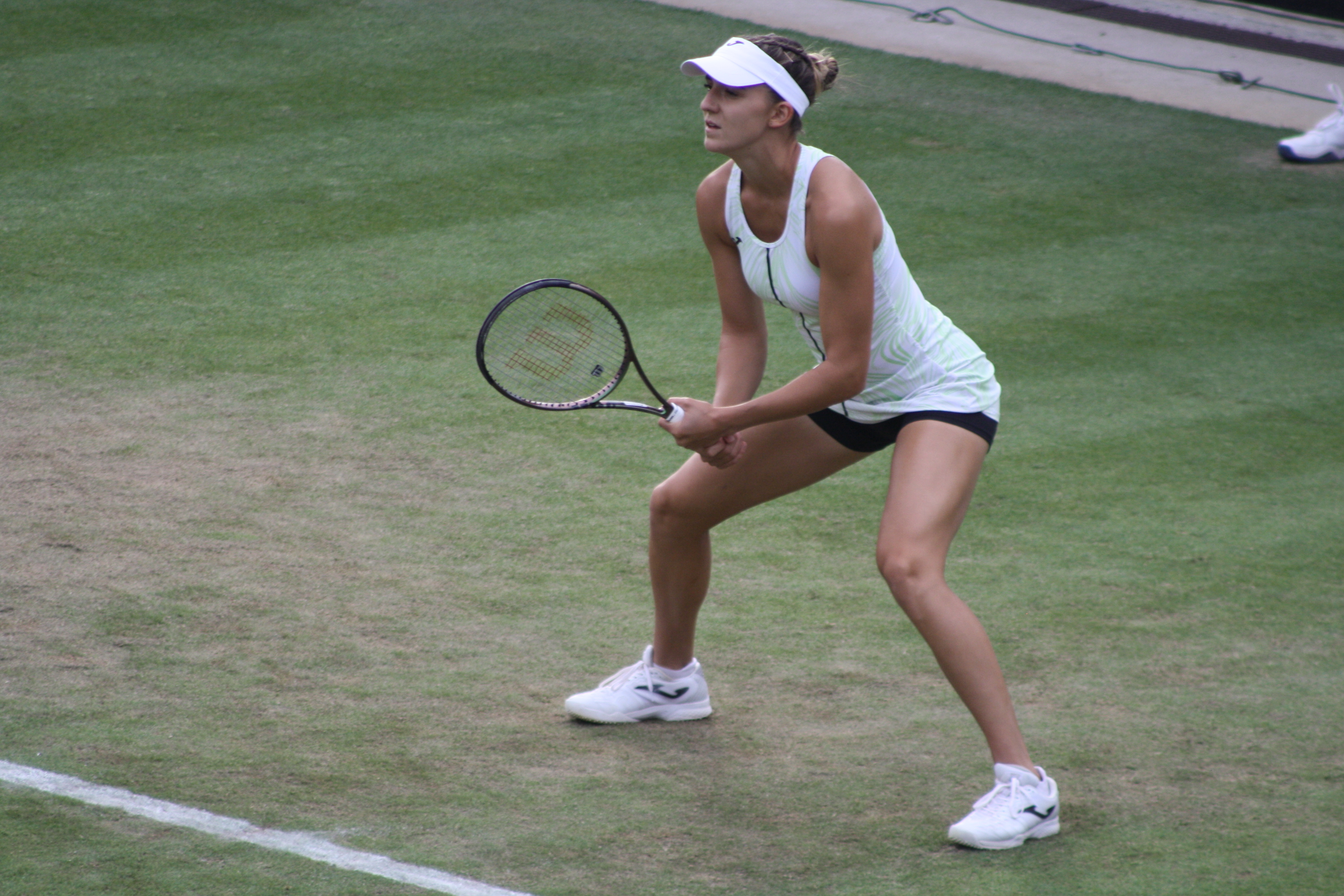
Na Bad Homburg Open 2023 si zahrála čtvrtfinále

V rámci hlavních soutěží okruhu ITF debutovala jako čtrnáctiletá v říjnu 2013. Na turnaji ve valencijském Benicarlu, dotovaném 10 tisíci dolary, prošla kvalifikací. V úvodním kole dvouhry podlehla Španělce Lucii Cerveře-Vazquézové. Premiérový singlový titul v této úrovni tenisu vybojovala během září 2018, když ovládla turnaj v bádensko-württemberském Badenweileru s rozpočtem 15 tisíc dolarů. Ve finále přehrála druhou nasazenou Švýcarku Ninu Stadlerovou.
Na okruhu WTA Tour debutovala v 16 letech – po triumfu na juniorce Roland-Garros – antukovým Ladies Championship Gstaad 2016, kam ji organizátoři jako 797. hráčce žebříčku udělili divokou kartu. Na úvod vyřadila členku první třicítky a bývalou světovou jedničku Jelenu Jankovićovou a následně i Anett Kontaveitovou s Annikou Beckovou. Až v semifinále nestačila na pozdější šampionku a krajanku z počátku druhé světové stovky Viktoriji Golubicovou. V sezóně 2018 ji na devět měsíců z tenisu vyřadilo zranění a operace kolena.
V hlavní soutěži grandslamu debutovala v ženském singlu US Open 2021 po zvládnuté tříkolové kvalifikaci, v níž na její raketě dohrály Jana Fettová, Lara Arruabarrenová a Jaqueline Cristianová. Do New Yorku přicestovala ve formě, když od května 2021 vyhrála 29 z 32 dvouher, které přispěly k raketovému žebříčkovému posunu o téměř 500 míst od začátku sezóny. V úvodním kole newyorské dvouhry svedla bitvu se stou druhou ženou klasifikace, Rumunkou Anou Bogdanovou. Všechny sady rozhodl až tiebreak. Po 3 hodinách a 40 minutách dohrály nejdelší ženský zápas v otevřené éře Flushing Meadows. V duelu odvrátila dva mečboly a proměnila svůj šestý. Ve druhém kole však nenašla recept na světovou pětku Elinu Svitolinovou. V následné zářijové klasifikaci se poprvé stala členkou světové dvoustovky, když se posunula o padesát tři příček výše, na 179. místo.

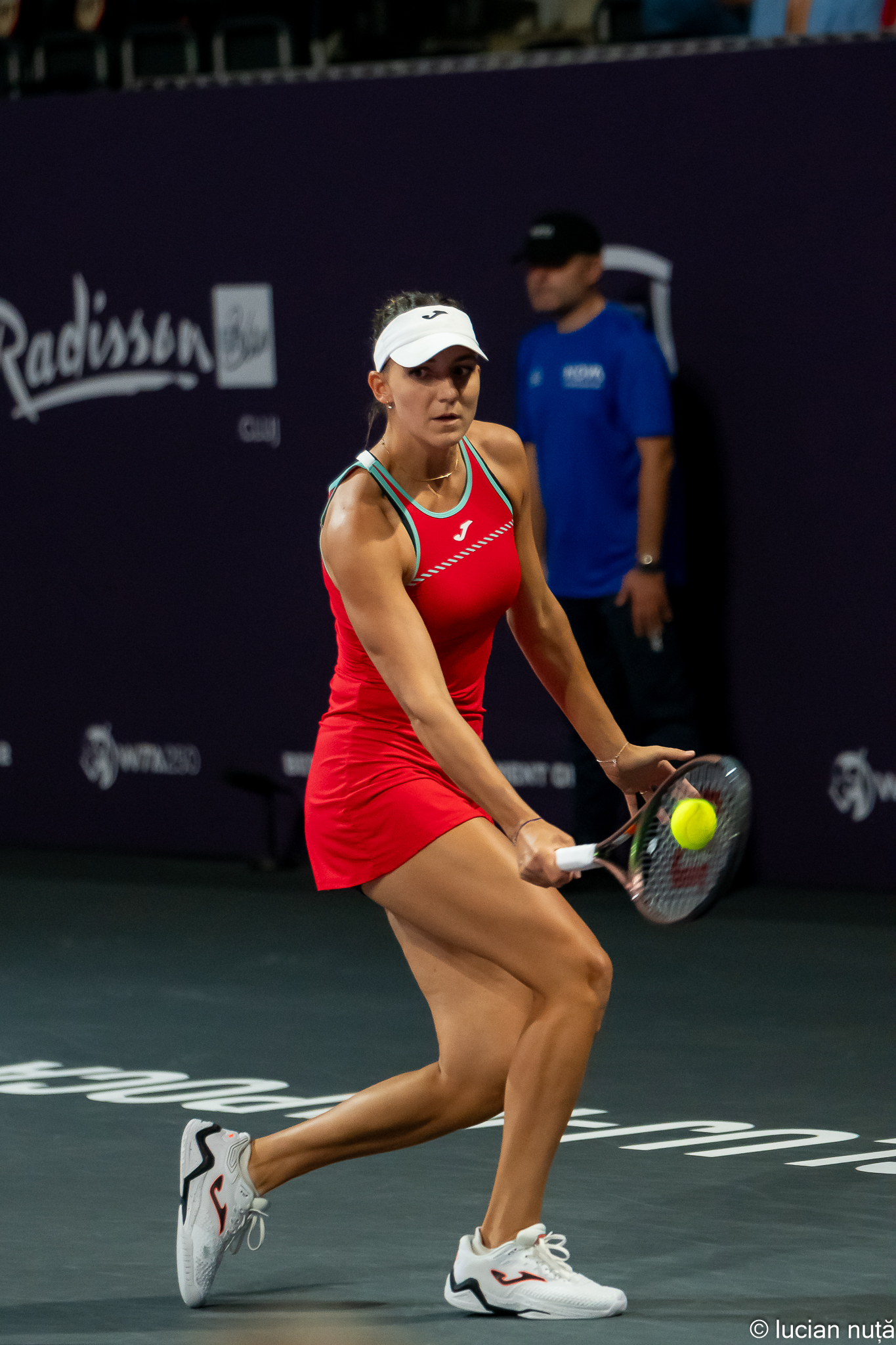
Na svém posledním turnaji okruhu WTA Tour 2023, klužském Transylvania Open, prošla podruhé v roce do semifinále

Premiérové finále na túře WTA odehrála na lednovém ASB Classic 2023 v Aucklandu, kde musela jako 130. hráčka projít kvalifikačním sítem. V kvalifikačním kole přehrála Erraniovou a na úvod dvouhry turnajovou dvojku Sloane Stephensovou z konce první čtyřicítky. Po výhrách nad Blinkovovou, Muchovou a Bonaventurovou ji až ve finále hladce zdolala 18letá světová sedmička Coco Gauffová. Ve 23 letech se po turnaji poprvé posunula do elitní světové stovky, na 94. místo. Přes krajanku Cristinu Bucșovou a třiadvacátou hráčku pořadí Donnu Vekićovou prošla do třetího kola Mutua Madrid Open 2023, kde ji zastavila světová devítka Maria Sakkariová. Noční zápas v Caja Mágica skončil přesně v 1.00 hodinu po půlnoci.
Druhé sezónní čtvrtfinále na túře WTA dosáhla na travnatém Bad Homburg Open 2023 po výhře nad Biancou Andreescuovou. Ačkoli získala úvodní sadu následného duelu s Emmou Navarrovou, v úvodu té druhé Američance skrečovala. Vstup do Wimbledonu 2023 zvládla proti třicáté první nasazené Egypťance Majar Šarífové až ziskem tiebreaku rozhodující sady. Poté ji však zastavila Italka Elisabetta Cocciarettová. Ve stejné fázi dohrála i na US Open 2023. V prvním duelu oplatila madridskou porážku osmé ženě klasifikace Sakkariové, ale následně nestačila na Slovenku Annu Karolínu Schmiedlovou. Mezi poslední osmičkou na kantonském Guangzhou Open 2023 jí vyřadila polská turnajová jednička Magda Linetteová. Do druhého sezónního semifinále se probojovala na Transylvania Open 2023 v Kluži, po vítězství nad pátou nasazenou Rumunkou Anou Bogdanovou. Do souboje o titul ji ale nepustila až 188. hráčka žebříčku Elena-Gabriela Ruseová.

## Finále na okruhu WTA Tour

### Dvouhra: 1 (0–1)
| Legenda            |
| ------------------ |
| Grand Slam (0)     |
| Turnaj mistryň (0) |
| WTA 1000 (0)       |
| WTA 500 (0)        |
| WTA 250 (0–1)      |

| Stav       | č. | datum      | turnaj                | kategorie | povrch | soupeřka ve finále | výsledek |
| ---------- | -- | ---------- | --------------------- | --------- | ------ | ------------------ | -------- |
| Finalistka | 1. | leden 2023 | Auckland, Nový Zéland | WTA 250   | tvrdý  | Coco Gauffová      | 1–6, 1–6 |

## Finále série WTA 125
| Legenda                  |
| ------------------------ |
| D – dvouhra; Č – čtyřhra |
| WTA 125 (0–2 D; 1–1 Č)   |

### Dvouhra: 2 (0–2)
| Stav       | č. | datum         | turnaj                         | povrch | soupeřka ve finále     | výsledek      |
| ---------- | -- | ------------- | ------------------------------ | ------ | ---------------------- | ------------- |
| Finalistka | 1. | červenec 2022 | Båstad, Švédsko                | antuka | Čang Su-čong           | 6–3, 3–6, 1–6 |
| Finalistka | 2. | duben 2024    | La Bisbal d'Empordà, Španělsko | antuka | María Lourdes Carléová | 6–3, 1–6, 2–6 |

### Čtyřhra: 2 (1–1)
| Stav       | č. | datum       | turnaj                         | povrch | spoluhráčka      | soupeřky ve finále                    | výsledek      |
| ---------- | -- | ----------- | ------------------------------ | ------ | ---------------- | ------------------------------------- | ------------- |
| Vítězka    | 1. | červen 2022 | Valencie, Španělsko            | antuka | Aliona Bolsovová | Alexandra Panovová Arantxa Rusová     | 6–0, 6–3      |
| Finalistka | 1. | červen 2023 | La Bisbal d'Empordà, Španělsko | antuka | Aliona Bolsovová | Caroline Dolehideová Diana Šnajderová | 6–7(5–7), 3–6 |

## Tituly na okruhu ITF
| Legenda         | Legenda         |
| --------------- | --------------- |
| Turnaje W100    | Turnaje W80     |
| Turnaje W75/W60 | Turnaje W50     |
| Turnaje W35/W25 | Turnaje W15/W10 |

### Dvouhra (6 titulů)
| Č. | datum         | turnaj                     | kategorie | povrch     | poražená finalistka         | výsledek           |
| -- | ------------- | -------------------------- | --------- | ---------- | --------------------------- | ------------------ |
| 1. | září 2018     | Badenweiler, Německo       | W15       | antuka     | Nina Stadlerová             | 6–2, 7–5           |
| 2. | březen 2019   | Amiens, Francie            | W15       | antuka (h) | Oana Georgeta Simionová     | 6–0, 6–3           |
| 3. | květen 2021   | Platja d'Aro, Španělsko    | W25       | antuka     | Irene Burillo Escorihuelová | 6–3, 3–6, 6–2      |
| 4. | červen 2021   | Palma del Río, Španělsko   | W25       | tvrdý      | Lulu Sunová                 | 6–3, 1–6, 7–6(7–4) |
| 5. | červenec 2021 | Vitoria-Gasteiz, Španělsko | W60       | tvrdý      | Ane Mintegi del Olmová      | 7–6(7–3), 6–4      |
| 6. | říjen 2022    | Hamburk, Německo           | W60       | tvrdý (h)  | Ysaline Bonaventureová      | 6–4, 6–3           |

### Čtyřhra (8 titulů)
| Č. | datum         | turnaj                               |      | povrch    | spoluhráčka               | poražené finalistky                      | výsledek         |
| -- | ------------- | ------------------------------------ | ---- | --------- | ------------------------- | ---------------------------------------- | ---------------- |
| 1. | duben 2017    | Dijon, Francie                       | W15  | tvrdý (h) | Diāna Marcinkēvičová      | Victoria Munteanová Anastasija Zarycká   | 6–4, 6–3         |
| 2. | leden 2019    | Manacor, Španělsko                   | W15  | antuka    | Yvonne Cavallé Reimersová | Irina Cantos Siemersová Júlia Payolová   | 6–4, 6–3         |
| 3. | únor 2019     | Manacor, Španělsko                   | W15  | antuka    | Claudia Hoste Ferrerová   | Rina Saigová Jukina Saigová              | 7–5, 6–3         |
| 4. | červen 2019   | Toruň, Polsko                        | W60  | antuka    | Rebecca Šramková          | Robin Andersonová Anhelina Kalininová    | 6–4, 3–6, [10–4] |
| 5. | září 2019     | Valencie, Španělsko                  | W60  | antuka    | Irina Baraová             | Andrea Gámizová Seone Mendezová          | 6–4, 7–6(2)      |
| 6. | červenec 2021 | Vitoria-Gasteiz, Španělsko           | W60  | tvrdý     | Olivia Gadecká            | Celia Cerviño Ruizová Olivia Nichollsová | 6–3, 6–3         |
| 7. | říjen 2022    | Les Franqueses del Vallès, Španělsko | W100 | tvrdý     | Aliona Bolsovová          | Misaki Doiová Beatrice Gumulyová         | 7–5, 1–6, [10–3] |
| 8. | listopad 2022 | Madrid, Španělsko                    | W80  | antuka    | Aliona Bolsovová          | Lea Boškovićová Daniela Vismaneová       | 6–3, 6–3         |

## Finále na juniorském Grand Slamu

### Dvouhra juniorek: 2 (1–1)
| Stav       | rok  | turnaj          | povrch | soupeřka ve finále | výsledek      |
| ---------- | ---- | --------------- | ------ | ------------------ | ------------- |
| Vítězka    | 2016 | French Open     | antuka | Amanda Anisimovová | 7–5, 7–5      |
| Finalistka | 2017 | Australian Open | tvrdý  | Marta Kosťuková    | 5–7, 6–1, 4–6 |